# Economic Geyser
Economic Geyser est un geyser de type « fontaine » situé dans le Upper Geyser Basin dans le parc national de Yellowstone aux États-Unis.
Economic Geyser est un petit geyser, généralement inactif, situé entre le groupe Giant Geyser et le groupe Grand Geyser. Economic était autrefois un geyser populaire et entrait en éruption fréquemment jusqu'à ce qu’il devienne essentiellement inactif dans les années 1920.
Son nom est probablement dû à son comportement quand il est actif. En effet, la plus grande partie de l'eau qu'il éjecte retourne dans l'évent après ses éruptions, donnant ainsi l'impression qu'il conserve son eau. Il a probablement été nommé par Frank Jay Haynes (en), le photographe du parc de 1883 à 1916.
La couleur de la bactérie vivant dans l'eau permet de juger de la température de l'eau des geysers et d'autres caractéristiques géothermiques. Les changements de taille et de couleur des tapis de bactéries chez Economic montrent que le geyser se réchauffe. Des photographies de l'évent du geyser prises dans les années 1990 montrent un bassin calme et très sombre avec des algues. Des photographies de l'évent prises en 2006 montrent un bassin d'eau claire avec des traces de couleurs des bactéries associées à des températures plus élevées.